# 溪港乡
溪港乡又做陈岭乡，位于浙江省台州市仙居县西南，距县城62公里,南接永嘉，西邻缙云、安岭，东北与湫山乡相临。。

溪港乡域总面积65.8平方公里，其中耕地面积2741亩，总户数2458户，总人口7862人。境内山林多田地少，林地达9.35 万亩，耕地只有0.27万亩，森林覆盖率高，为仙居县母亲河永安溪源头、下岸水库上游。常用“九山半水半分田”形容陈岭乡的地形。

## 历史沿革
明代属遂宁乡，清时属二都，民国末年分为德化乡、金竹乡。解放前为缙云游击区，故1949年之后为缙云辖地，1956年分别建溪港乡、陈岭乡，1958年改管理区，1961年建公社，1962年回归仙居县管辖，1984年改乡，1992年两乡合并形成现在的规模。

## 行政区划
溪港乡辖坑边村,金竹叶村,金竹岭脚村,大园村,车寮村,曹山村,百花村,安山村,硝岩村,土地岩村,塘弄村,上湖岭村,仁庄村,麻车坑村,栗树坑村,里坑里村,永溪村,牛湖坑村,等18个行政村和45个自然村。
| 党委书记         | 胡向东 | 0576—87058001 |
| 党委副书记、乡长 | 徐森军 | 0576—87058002 |

## 交通
- 溪下线：横溪镇 - 溪港乡 - 安岭乡
- 陈界线：溪港乡 - 界坑乡

## 人口概况
全区人口7862人，其中第一大村安山村就占了全乡人口的六分之一。外出劳动力主要流向沪杭、东北三省、西南各地。

## 教育

### 中学
- 溪港乡中心学校官网

### 小学
- 安山小学
- 仁庄小学
- 永溪小学

## 主要成就

### 特色产业
山多、坡多、滩多，气候温和，水、光、热资源充足，生态良好。发展特色农业和高山蓄牧是溪港乡的发展思路。目前全乡茶园总面积达4000多亩，其中有1800亩为乌牛早茶，杨梅总面积达6000亩，高山蔬菜面积达到了3000多亩，紫金薯100多亩，山羊养殖基地12个，山羊存栏数达4500多头。

### 个体经济
每年溪港有2千多人的劳务经商大军走南闯北，足迹遍布全国各地，特别是油漆经销，已形成遍步全国的经销网络，仅油漆经销店就有700多家，年销售额达12多亿元，成为农民创收的重要途径。

### 水产养殖
乡域内有下岸水库，水库总库容1.35亿立方米。另有大皮塘、龙潭坑、陶山岗、大塘、前塘、龙潭头等6座山塘水库，总库容为29万立方米。水产养殖主要在6500亩左右的下岸水库水面，养殖以花鲢为主，辅之以草鱼、鲤鱼及野生鱼类，年产17万斤。经济效益比较显著。同时，利用下岸水库及干流生态资源，发展了生态养殖产业，其 「溪港溪鱼干」 品牌得到了广泛的欢迎。

## 主要风俗
清音寺庙会（又称“七月七”庙会）:清音寺是溪港乡的一个观光景点，位于溪港乡西南约一公里的山岙上，每年七月初七开始举办，一般为期三天。清音寺的前身为金竹岭寺，始建于元末明初，重修于清康熙年间，文革损毁，后清音寺经过多次修缮后，现有前后两殿，占地3000平方米左右。

2009年6月22日，仙居县清音寺庙会被列入浙江省非物质文化遗产保护对象名单。

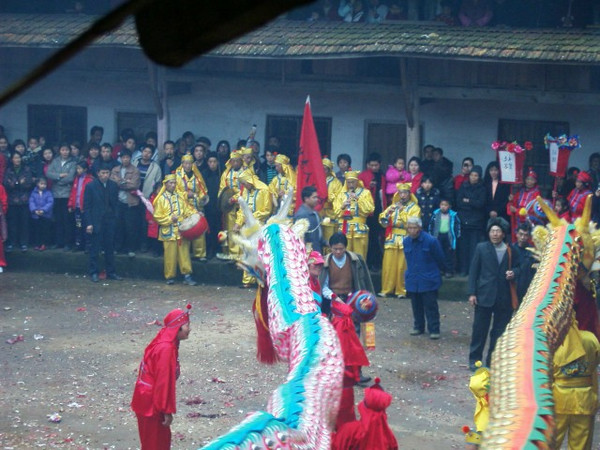
清音寺是溪港最大的佛寺
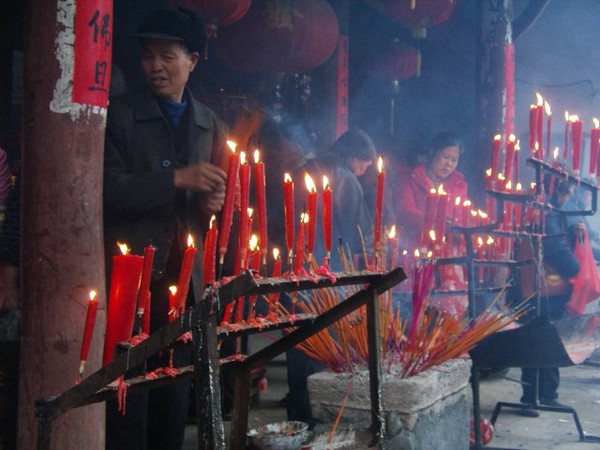
清音寺庙会
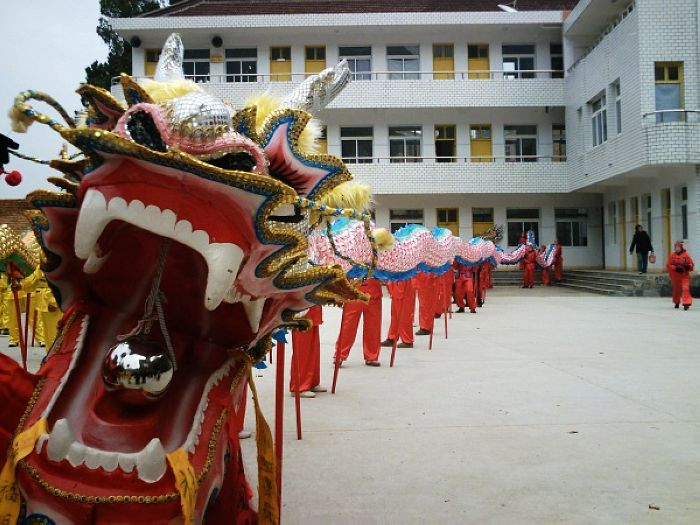
安山村的舞龙
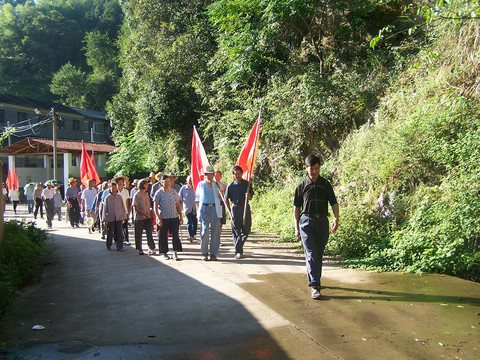
清洁家园活动

## 物产
- 稻米、杨梅、柑桔、茶叶